# Phytomyza kareliensis
Phytomyza kareliensis är en tvåvingeart som beskrevs av Spencer 1976. Phytomyza kareliensis ingår i släktet Phytomyza och familjen minerarflugor. Inga underarter finns listade i Catalogue of Life.